# Promontorio del Serraglio

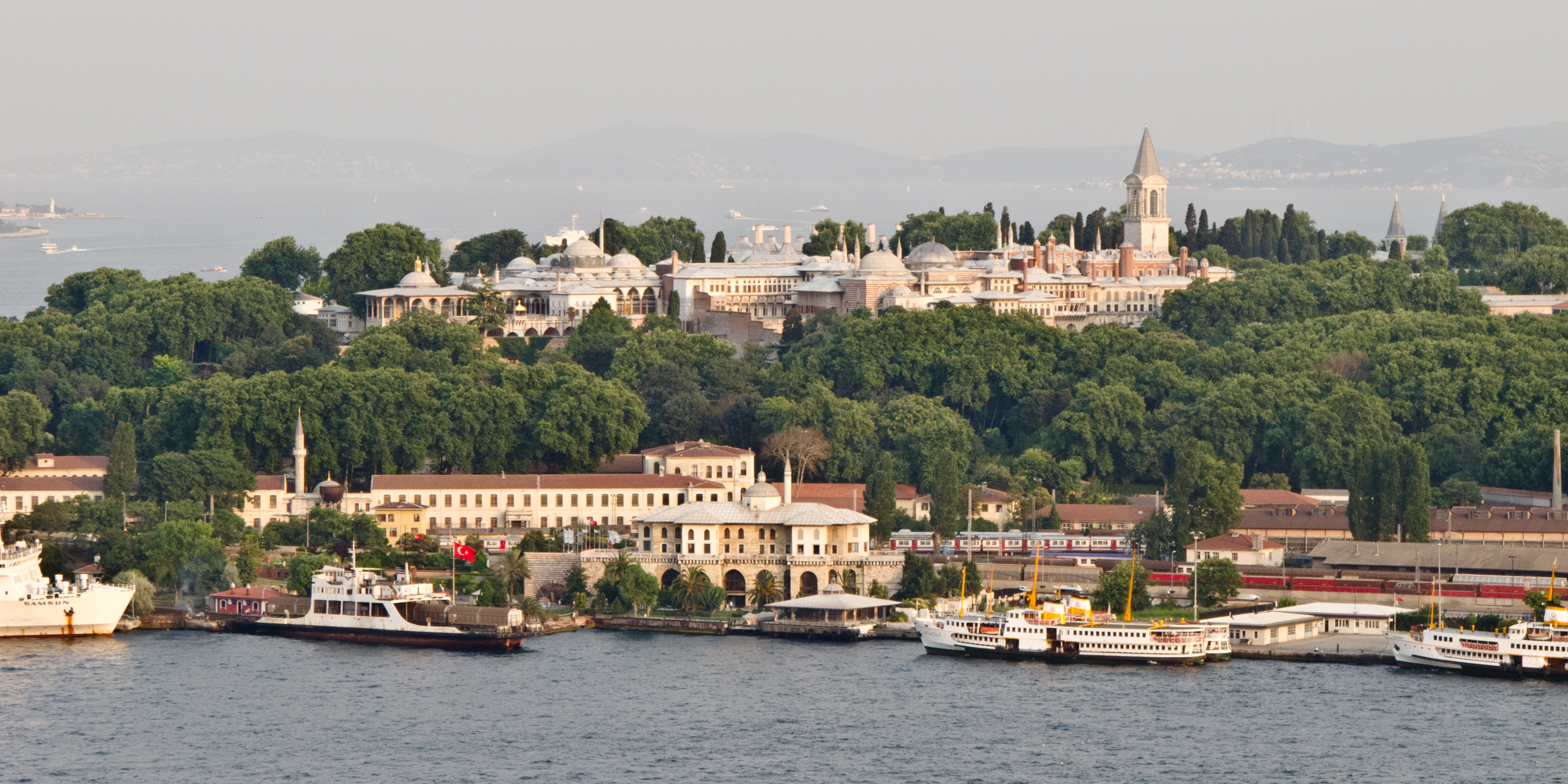
Palazzo di Topkapı al Promontorio del Serraglio

Il Promontorio del Serraglio, noto in turco come Sarayburnu (nome turco che significa Capo del Palazzo) è un promontorio che separa il Corno d'Oro e il Mar di Marmara, a Istanbul, in Turchia. Nell'area sorgono il Palazzo di Topkapı e il Parco di Gülhane. Sarayburnu è inclusa nelle aree storiche di Istanbul, inserite nella lista del Patrimonio dell'umanità dell'UNESCO nel 1985.

## Storia
Il primo insediamento a Sarayburnu risale al Neolitico, nel 6.600 a.C. circa. L'insediamento durò quasi un millennio prima di essere inondato dall'innalzamento del livello del mare; tuttavia, potrebbe essere stato spostato verso l'entroterra. I manufatti di questo insediamento recuperati durante gli scavi mostrano alcune caratteristiche distintive di altri manufatti trovati in altri scavi della Turchia nordoccidentale.
Un altro insediamento sul Sarayburnu, chiamato Lygos, fu fondato da tribù tracie tra il XIII e l'XI secolo a.C., insieme alla vicina Semistra, che Plinio il Vecchio aveva menzionato nei suoi resoconti storici. Fino ad oggi sono sopravvissute solo poche mura e sottostrutture appartenenti a Lygos, nei pressi del luogo dove oggi sorge il famoso Palazzo Topkapi. Durante il periodo dell'antica Bisanzio, l'Acropoli sorgeva dove adesso si trova il Palazzo Topkapi.
Secondo una leggenda, nel 667 a.C. antichi coloni greci di Megara (vicino ad Atene) sotto il comando del re Byzas fondarono Bisanzio a Sarayburnu. In precedenza, nel 685 a.C., i coloni avevano fondato Calcedonia (l'odierna Kadıköy) sulla sponda anatolica, al di là del Bosforo. In realtà i più antichi insediamenti nell'odierna Istanbul si trovano sul versante anatolico, come il tumulo di Fikirtepe che risale al periodo calcolitico (età del rame), con reperti databili dal 5500 al 3500 a.C. Nella vicina Kadıköy (antica Calcedonia), è stato scoperto un grande insediamento portuale risalente ai Fenici (antecedente all'insediamento di Megara).
Nell'antichità c'erano due porti naturali nella zona vicino a Sarayburnu, dove sorgono gli attuali quartieri di Sirkeci ed Eminönü (i porti di Prosphorion e Neorion, scavati nella costa del Corno d'Oro). A causa di questa formazione, la punta del Serraglio era più cospicua di quanto lo sia oggi. In epoche successive l'area fu il punto di convergenza delle Mura Teodosiane del Corno d'Oro e del Mar di Marmara. Nel periodo bizantino, l'area era conosciuta in greco come Hagios Demetrios.
Durante la costruzione della ferrovia nel tardo periodo ottomano, nel 1871, le mura marine dell'area di Sarayburnu furono parzialmente demolite, ma in alcune aree essere risultano ancora intatte, specialmente nei pressi del Palazzo di Topkapı, che fu costruito nel XV secolo per i sultani ottomani. Il notevole Parco di Gülhane si trova proprio accanto al palazzo.